# Dylan Schmid
Dylan Schmid (n. Victoria, British Columbia,6 de marzo de 1999) es un actor canadiense. En 2012 consiguió el papel de Baelfire en la serie Once Upon a Time de ABC. También protagonizó en 2013 junto a Daniel Radcliffe la película Horns.

## Primeros años
Dylan Ray Schmid nació el 6 de marzo de 1999 en Victoria, British Columbia, Canadá. Hijo de Sherri y Todd R. Schmid, tiene un hermano mayor, "TJ" Todd Jr. Comenzó a actuar cuando tenía seis años, apareciendo en dos cortometrajes estudiantiles.

## Carrera profesional

### 2012-presente: inicios de su carrera
A los seis años, ganó un concurso de actuación y modelaje que le dio la oportunidad de estudiar en Kate Rubin Studios. A partir de ahí, Dylan consiguió actuar en dos cortometrajes con la Escuela de Cine Victoria e interpretó un papel protagonista en la miniserie Gibson Gus de May Street Productions. Su interés por actuar siguió creciendo con los años, por lo que comenzó a asistir a clases de teatro en el Kaleidoscope Theater. Disfrutaba haciendo muchos monólogos; con uno de los cuales es Shakespeare y más tarde fue elegido para el papel de Prince of York en ocho actuaciones de verano con la Victoria Shakespeare Society. También interpretó dos papeles en un montaje de The Hobbit en el McPherson Theater.
Poco después, en octubre, Schmid fue elegido para un papel principal de apoyo en silencio con la Pacific Opera Society en una obra llamada Rodelina donde interpretó al hijo de Rodelina Flavio. Schmid hizo un curso de dos semanas de acción intensa en el Young Actors Studio con el director Patrick Day y Nora Eckstein en Los Ángeles] en el Instituto Australiano de las Artes Escénicas en 2010. Tuvo una buena acogida y fue llamado para una series de audiciones por destacados agentes de Los Ángeles como Amanda MacKay Johnson, Melissa Berger Brennan y el Grupo Claro Talent. Dylan fue recogido por Grupo Clear Talent pero al volver a Canadá, más tarde fue recogido por la agente Stacey Ando y desde entonces ha estado muy ocupado haciendo audiciones para la televisión y el cine en Canadá.
Además de su personaje recurrente de Baelfire en la serie Once Upon a Time, ha aparecido en un episodio de la serie de televisión Fringe. A los trece años, actuó en 2 episodios de la serie R.L. Stine's The Haunting Hour, a lo que siguieron papeles protagonistas en las películas Kid Cannabis, The Ferret Squad y Horns.

## Filmografía

### Televisión
| Año        | Título                         | Personaje    | Notas        |
| ---------- | ------------------------------ | ------------ | ------------ |
| 2012       | Fringe                         | Danny Mallum | 1 episodio   |
| 2012-2013  | Once Upon a Time               | Baelfire     | 5 episodios  |
| 2012; 2014 | R.L. Stine's The Haunting Hour | Jeremy/Mark  | 3 episodios  |
| 2013       | Falling Skies                  | Billy        | 1 episodio   |
| 2014-2015  | A Class Act                    | Varios       | 3 episodios  |
| 2015       | Olympus                        | Apolo        | 2 episodios  |
| 2016       | X Company                      | Martin       | 2 episodios  |
| 2016       | Shut eye                       | Nick         | 10 episodios |
| 2016-2017  | Beyond                         | Joven Holden | 2 episodios  |

### Cortometrajes
| Año  | Título      | Personaje |
| ---- | ----------- | --------- |
| 2015 | Survey Says | Kevin     |
| 2015 | So Romantic | Peter     |
| 2018 | Guts        | Harry     |

## [2]Véase también
- Once Upon a Time
- Bunks